# Haurum-Sall Pastorat
Haurum-Sall Pastorat var et pastorat i Århus Stift fra 1812 til 1976. Ved reskript af 19. november 1802 blev det bestemt, at Sall Sogn med virkning fra 1812 skulle være anneks til Haurum, der til gengæld afgav Søby Sogn til Hammel.
I de 164, år, hvor pastoratet bestod, havde det følgende sognepræster:
- Peter Both 1812 † 1812
- Henrik Vilhelm Breinholm 1812 – 1823
- Hans Brøchner Blicher 1823 – 1833
- Niels Peter Henneberg 1833 – 1839
- Rasmus Malling Schmidt 1839 – 1849
- Thøger Lassen Althalt Flensborg 1849 – 1869
- Christian Frederik Wulff 1870 – 1881
- Christen Hans Jørgen Dahl 1881 – 1889
- Rudolph Leopold Bastrup 1889 – 1896
- Andreas Aariis Lisberg 1896 – 1905
- Niels Holgersen Buhl 1905 † 1924
- William Balslev 1924 – 1940
- Robert Johan Kirk-Thomsen 1940 – 1975

I 1976 blev pastoratet lagt sammen med Granslev-Houlbjerg pastorat til Haurum-Sall-Houlbjerg-Granslev Pastorat, fortsat med Haurum som hovedsognet.